# Grande synagogue de Marseille
Pour les articles homonymes, voir Grande synagogue.
La grande synagogue de Marseille est la principale synagogue de Marseille, (Bouches-du-Rhône). Elle a été construite dans la seconde moitié du XIXe siècle, la première pierre étant posée le 15 juillet 1863. Elle est inaugurée le 22 septembre 1864.
La synagogue située 117 rue Breteuil, dans le 6e arrondissement de Marseille, fait l'objet d'une inscription au titre des monuments historiques depuis le 1er août 2007.

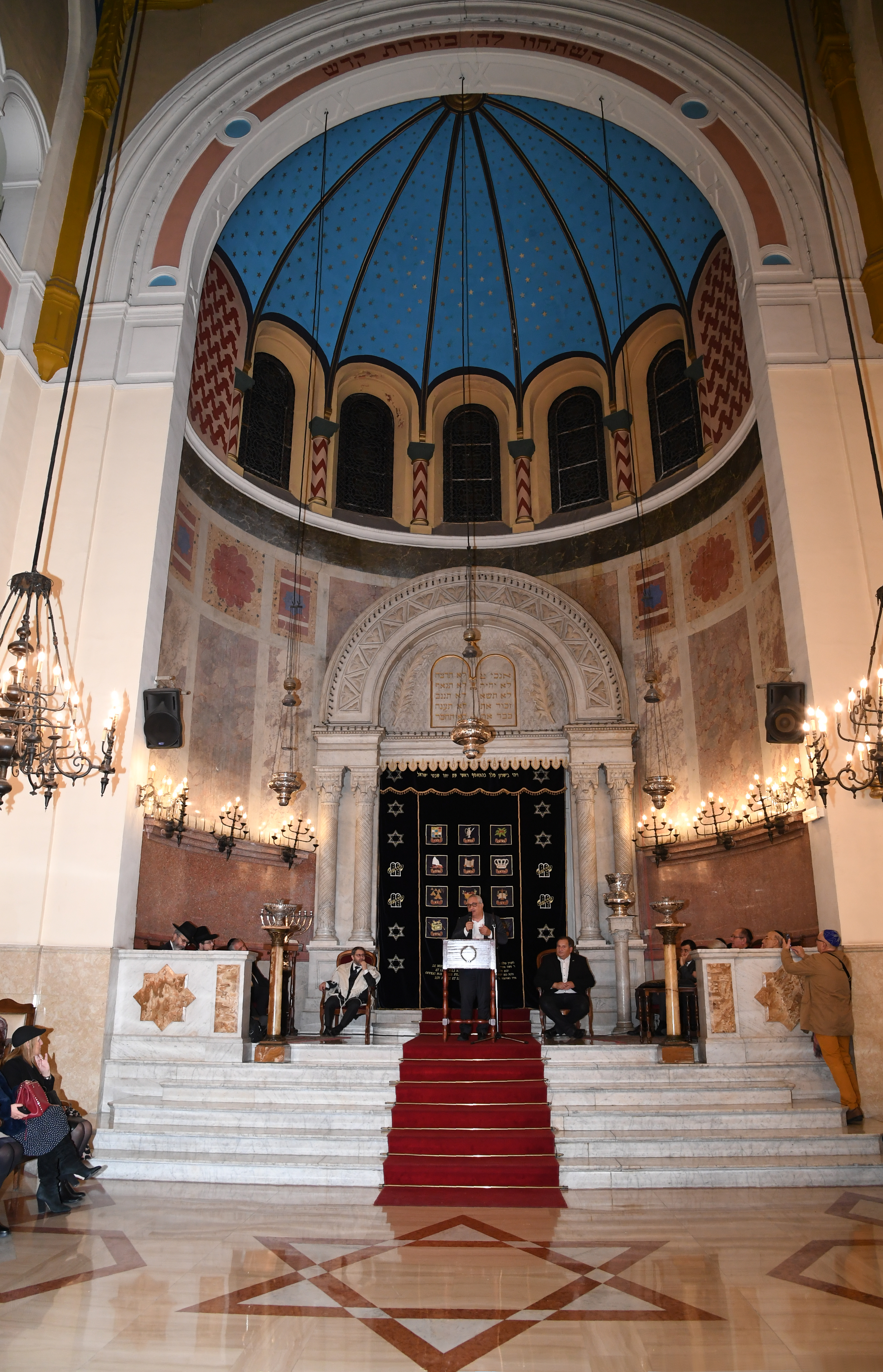

Elle est renommée synagogue Breteuil - Beth Yossef depuis le mercredi 18 décembre 2018.

## Description
Construite selon les plans de l'architecte Nathan Salomon, elle possède un style d'architecture romano-byzantine unique qui fait de ce bâtiment un lieu exceptionnel dans le paysage phocéen. Devancée par la rue Breteuil, elle s'insère parfaitement sur cette rue montante de Marseille. Les deux bâtiments connexes abritent aujourd'hui l'ensemble des services du Consistoire israélite de Marseille.
La synagogue prend donc place au centre de cette cour et affiche une façade taillée dont l'entrée se fait par deux grandes portes massives en bois. À l'intérieur elle contient 1200 places assises, 800 au rez-de-chaussée, et 400 à l'étage. Un second étage comporte des salles autrefois utilisées pour l'enseignement religieux.
Le sol est marbré et guide le fidèle depuis l'entrée jusqu'à l'arche sainte ou sont déposés les livres de Torah (une vingtaine au total) qui servent aux offices rituels. Au centre du rez-de-chaussée se trouve l'estrade centrale en bois, cadeau du président du Consistoire central israélite de France Naquet en 1889 pour le 100e anniversaire de la révolution française. C'est à partir de cette estrade que sont réalisés les offices et les lectures publiques, l’acoustique de la grande synagogue étant exceptionnelle de par sa hauteur.
Une chaire (église) en bois existe également, symbole de l'influence chrétienne au moment de la construction de la synagogue mais elle n'est jamais utilisée. Les vitraux permettent à la lumière du soleil d'éclairer le sol de toutes les couleurs et de donner un aspect chatoyant à toute la structure.
Au second étage se trouve également un orgue, datant de 1900, et qui est toujours en état de fonctionnement. Il est d'ailleurs utilisé lors des mariages encore de nos jours.

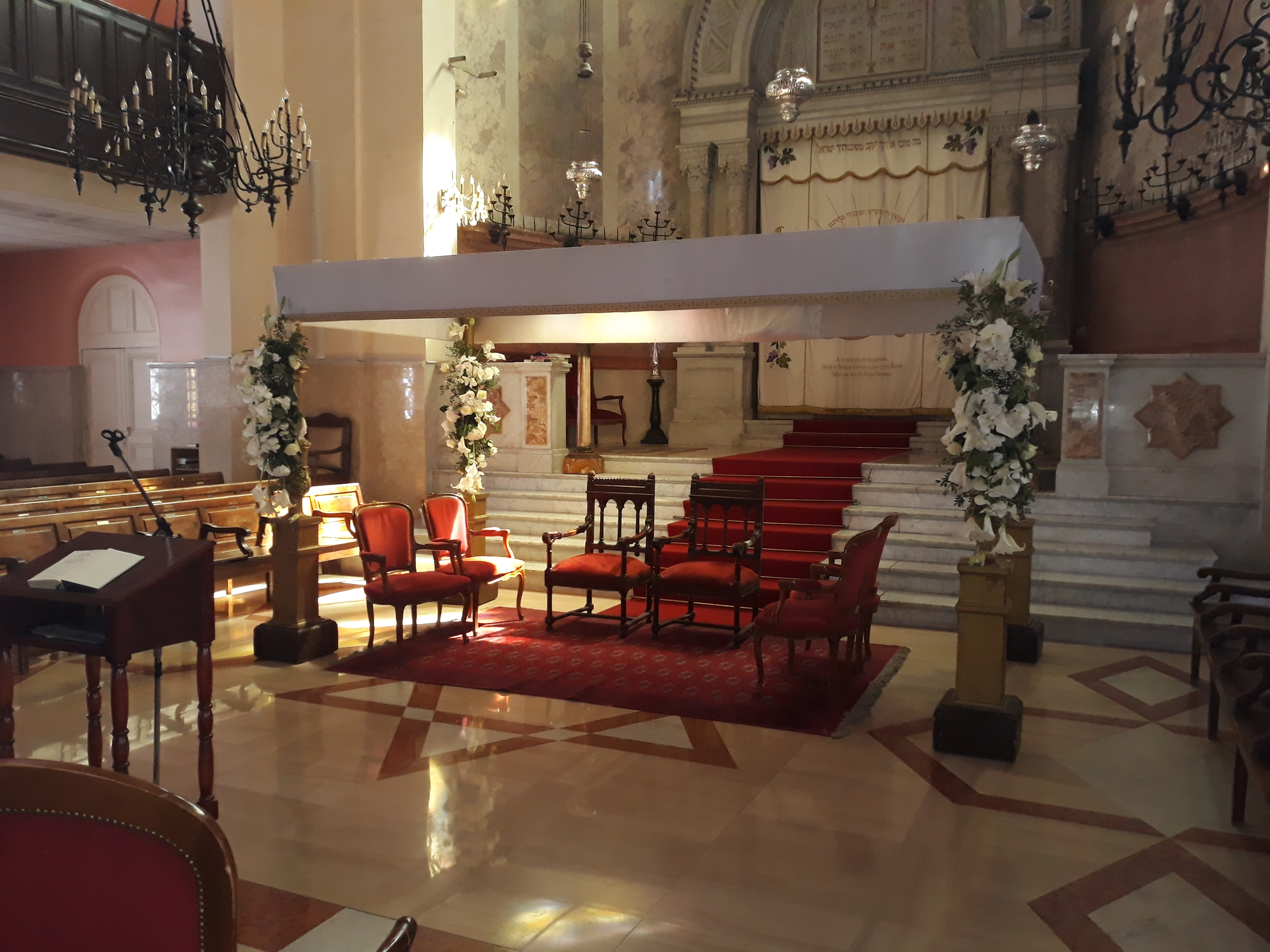

## Histoire
À partir de 1800 les juifs reviennent peu à peu à Marseille et s'établissent durablement dans la cité phocéenne. Proche de 10 000  ils manquent désormais d'un véritable lieu de culte et c'est à la suite de nombreuses demandes qu'ils pourront obtenir la construction de l'édifice en 1863.
Durant la Seconde Guerre mondiale les nazis arrêtent plusieurs fidèles lors d'un office de Hanoucca, malgré les bombardements (une bombe explosera dans la rue Dragon juste derrière) elle restera intacte et seuls les vitraux durent être changés. L'orgue fut nettoyé des débris qu'il avait reçus mais resta intact également.
Dans la cour basse de la grande synagogue est installé le mur des Noms, lieu de commémoration des nombreux juifs déportés pendant la Seconde Guerre mondiale.
La synagogue est renommée Breteuil - Beth Yossef en l'honneur de l'ancien grand rabbin de Marseille, Joseph Haïm Sitruk, qui marqua par son travail la communauté juive marseillaise à tout jamais.

### Vie de la grande synagogue aujourd'hui
Désormais la grande synagogue accueille la communauté juive pour tous les offices quotidiens, les shabbats et les jours de fêtes. C'est aussi un lieu incontournable pour les rassemblements de toutes sortes pour la communauté juive. Une vingtaine de mariages y sont célébrés chaque année, de nombreuses Bar Mitzvah et Brit Milah.

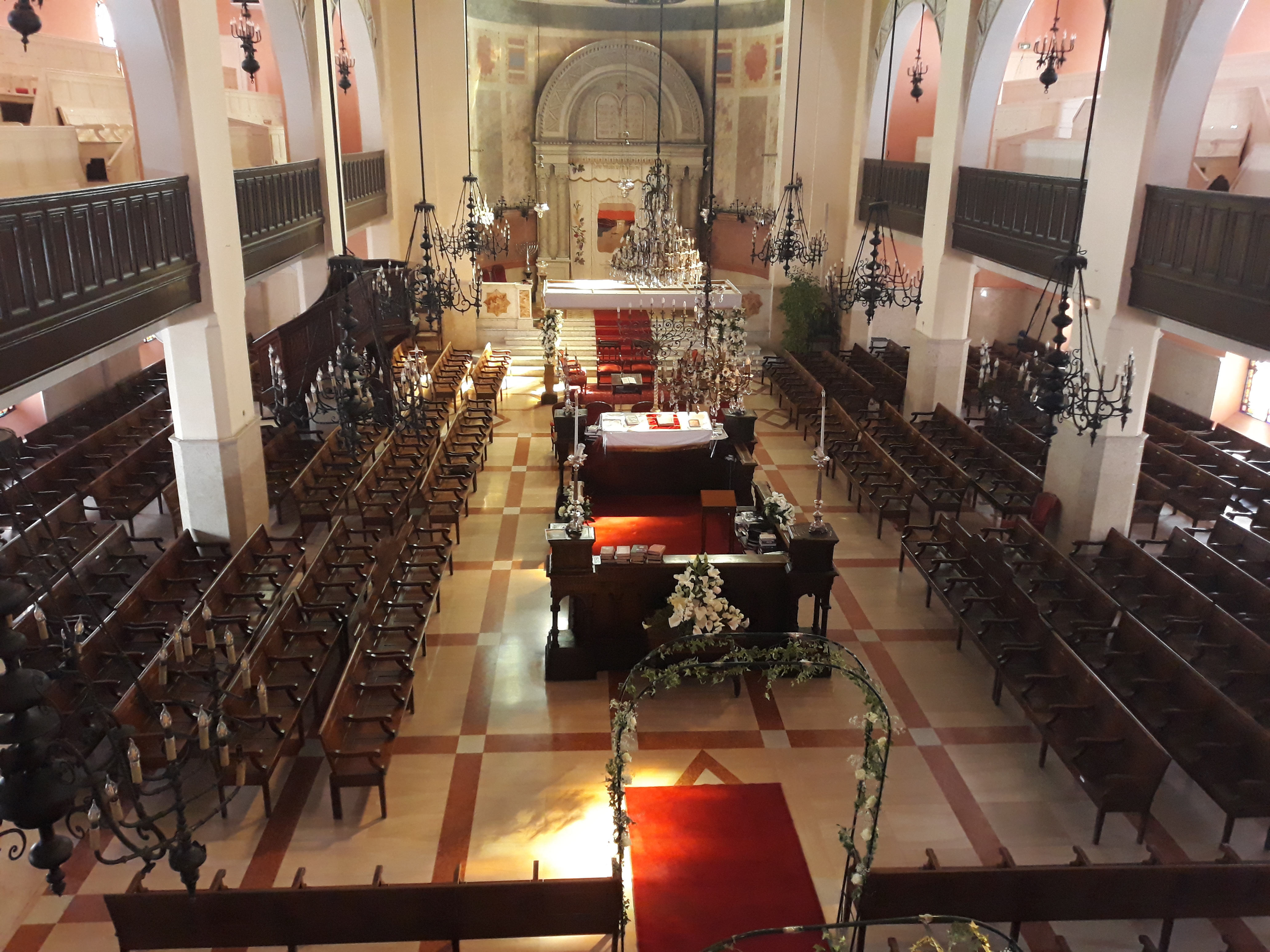

La grande synagogue est également un haut lieu du patrimoine Marseillais et peut être visitée avec ou sans guide, sur simple réservation.

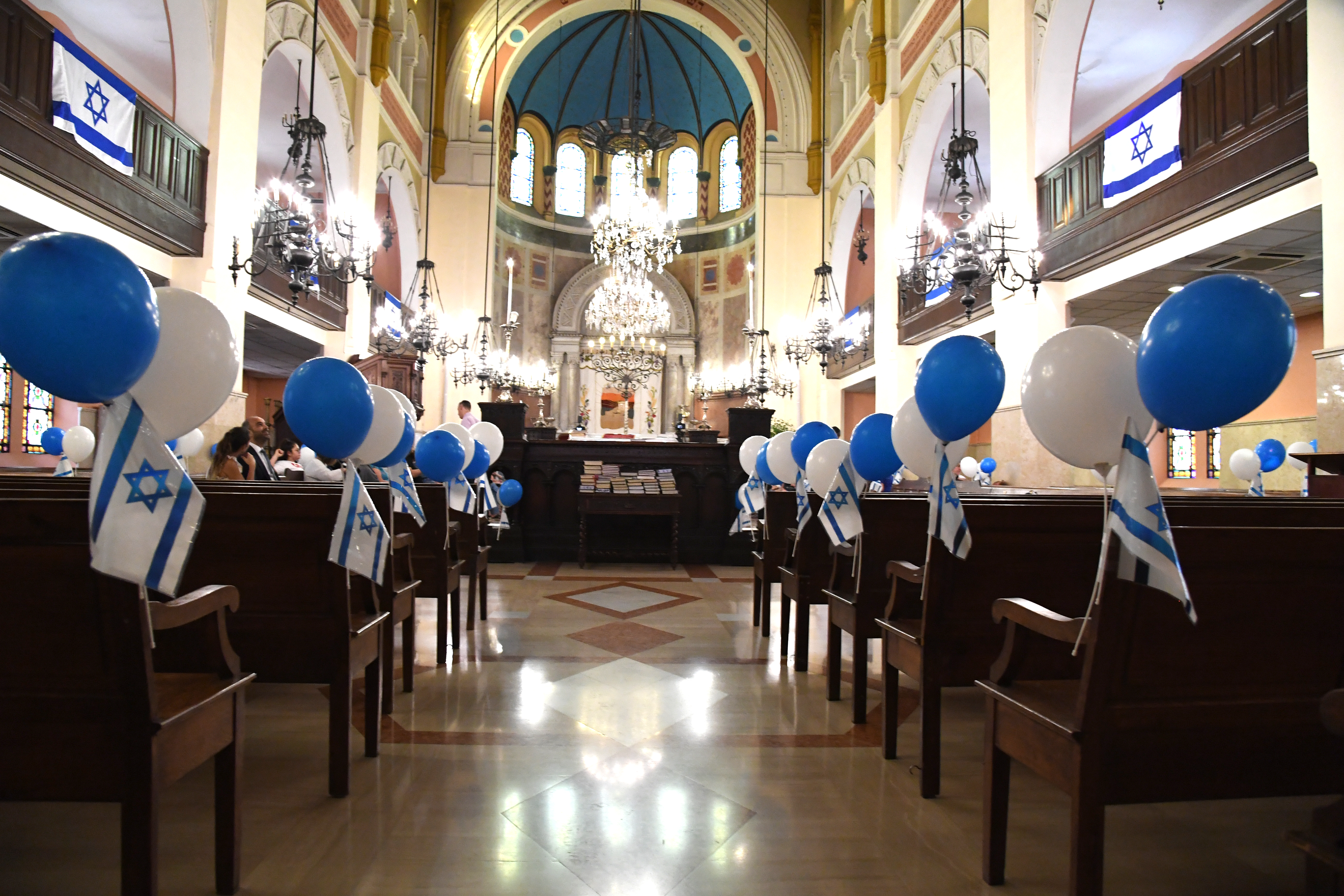